# Xnaheb
Xnaheb es un yacimiento arqueológico maya precolombino localizado en el distrito de Toledo, en el sur de Belice. Se trata de uno de los cinco sitios primarios de la civilización maya estudiados en la región.
El centro de Xnaheb fue construido en las laderas de una cordillera que es extensión de las Montañas Mayas, en el distrito de Toledo. Es posible inferir, con base en las similitudes arquitectónicas y estrecha conexión de ambas ciudades, que Xnaheb haya sido una derivación urbana de Nim Li Punit.
Los asentamientos que tuvieron lugar durante el periodo clásico en la zona parecen haber provenido de mayas del Petén, hoy Guatemala. La hipótesis más aceptada es que de aquí continuaron hacia el norte en su diáspora hacia la Península de Yucatán, para después migrar hacia el poniente durante el proceso fundacional de esta gran región maya.